# SN 2009bf
SN 2009bf – supernowa typu Ia odkryta 17 marca 2009 roku w galaktyce A120651+2657. W momencie odkrycia miała maksymalną jasność 17,80m.